# Onthophagus mauritii
Onthophagus mauritii là một loài bọ cánh cứng trong họ Bọ hung (Scarabaeidae).